# Кетлін Мак-Ґагі
Кетлін Мак-Ґагі (англ. Kathleen McGahey, 5 березня 1960) — американська хокеїстка на траві.
Бронзова призерка Олімпійських Ігор 1984 року.